# Skanskvarns luftvärnsställning

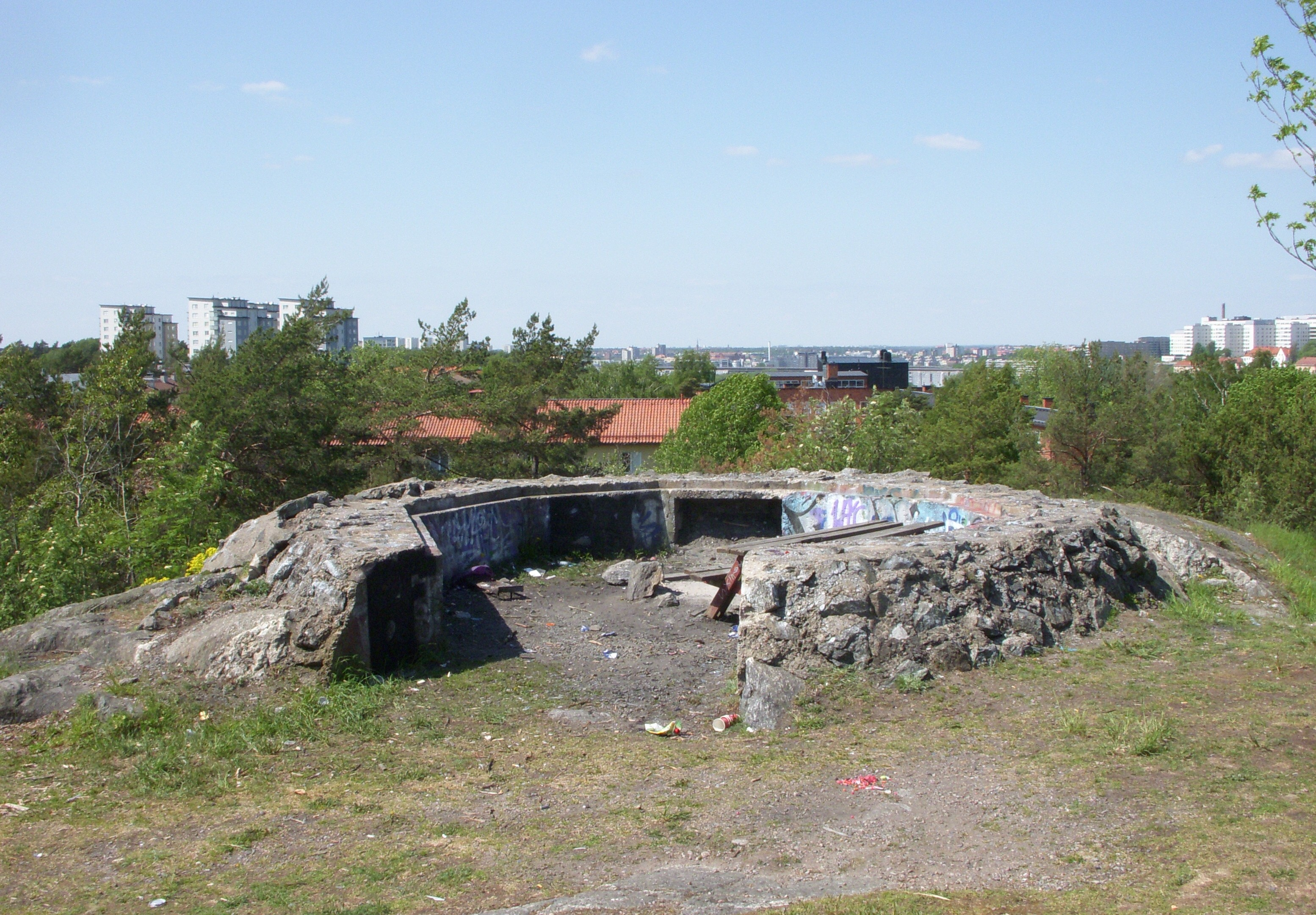
Det västra pjäsvärnet i maj 2011.

Skanskvarns luftvärnsställning i Stockholm var belägen i stadsdelen Årsta på höjden norr om Gullmarsvägen cirka 400 meter väster om Gullmarsplan och ovanför  Koloniföreningen Stugan. Anläggningen bestod av skyttevärn och pjäsvärn samt stridsvagnshinder. Anläggningen var i “skarpt läge”  under beredskapsåren 1939 till 1945. Huvuduppgiften för Skanskvarns luftvärnsställning var att försvara Skansbron och Skanstullsbron (som då var under uppförande) samt den viktiga järnvägsförbindelsen Årstabron (tillsammans med Tivolibergets luftvärnsställning). Om försvaret hade brutit samman var det tanken att spränga Årstabron innan fienden kunde nyttja den.Idag (2011) finns två tydliga pjäsplatser kvar medan resten har rivits eller lagts igen. Namnet härrör från den närbelägna Skanskvarn.

## Bakgrund
Runt Stockholm fanns under åren 1939 till 1945 ett femtiotal luftvärnsbatterier med olika bestyckning och dessutom flera platser utrustade med strålkastare och lyssnarapparater. Dessa började anläggas redan före krigsutbrottet 1939 och kompletterade den inre och yttre H-linjen (huvudförsvarslinjen) kring huvudstaden. De kraftfullaste batterierna var bestyckade med 75 mm luftvärnskanoner, de minsta med 8 mm luftvärnskulsprutor. Ofta var uppgiften för de lättare värnen att avvärja kuppförsök och att skydda infrastrukturobjekt som broar och farleder, som vid Skanskvarn, medan de tyngre batterierna skulle sättas in mot bombflyg på hög höjd.
Stockholms luftvärnsbatterier var inte bemannade dygnet runt från 1939–1945 men vid vissa kritiska perioder var förbanden stridsgrupperade i ställningarna, som i september 1939 (krigsutbrottet av andra världskriget), april 1940 (invasion av Danmark och Norge genom Nazityskland) och sommaren 1941 (Operation Barbarossa, Nazitysklands anfall på Sovjetunionen). I slutet av 1944 skulle Stockholms luftförsvar förstärkas ordentligt med 49 grova pjäser.

## Luftvärnsställningen
Enligt en inventering av RAÄ i april 2004 bestod anläggningen, som täcker ett område av cirka 160 × 80 meter, av två pjäsvärn, flera bunkrar, ståvärn, en cirka nio meter lång löpgrav och en cirka 75 meter lång tillfartsväg för transporten av luftvärnspjäserna.
Idag finns de två pjäsvärnen kvar samt några stridsvagnshinder av typ betongpiano medan resten är raserad, igenlagd eller plomberad. De båda pjäsvärnen är cirka 7 meter i diameter med en en meter hög vall av betong och sprängsten, invändigt åttkantig. De bestyckades med var sin 40 mm luftvärnsautomatkanoner av typ m/36 från Bofors.
Hela anläggningen var omgärdat av pansarhinder och skyttevärn, en del av dessa finns fortfarande kvar som två betongpianon bakom bostadshuset vid Gullmarsvägen 43–48 (huset fanns inte på 1940-talet). Tre höga punkthus som uppfördes under andra världskriget längs Skulptörvägen vållade problem då de hindrade eldgivningen mot söder. För att åtgärda detta anordnades plattformar för 20 mm luftvärnskanoner på husens tak.

## Bilder

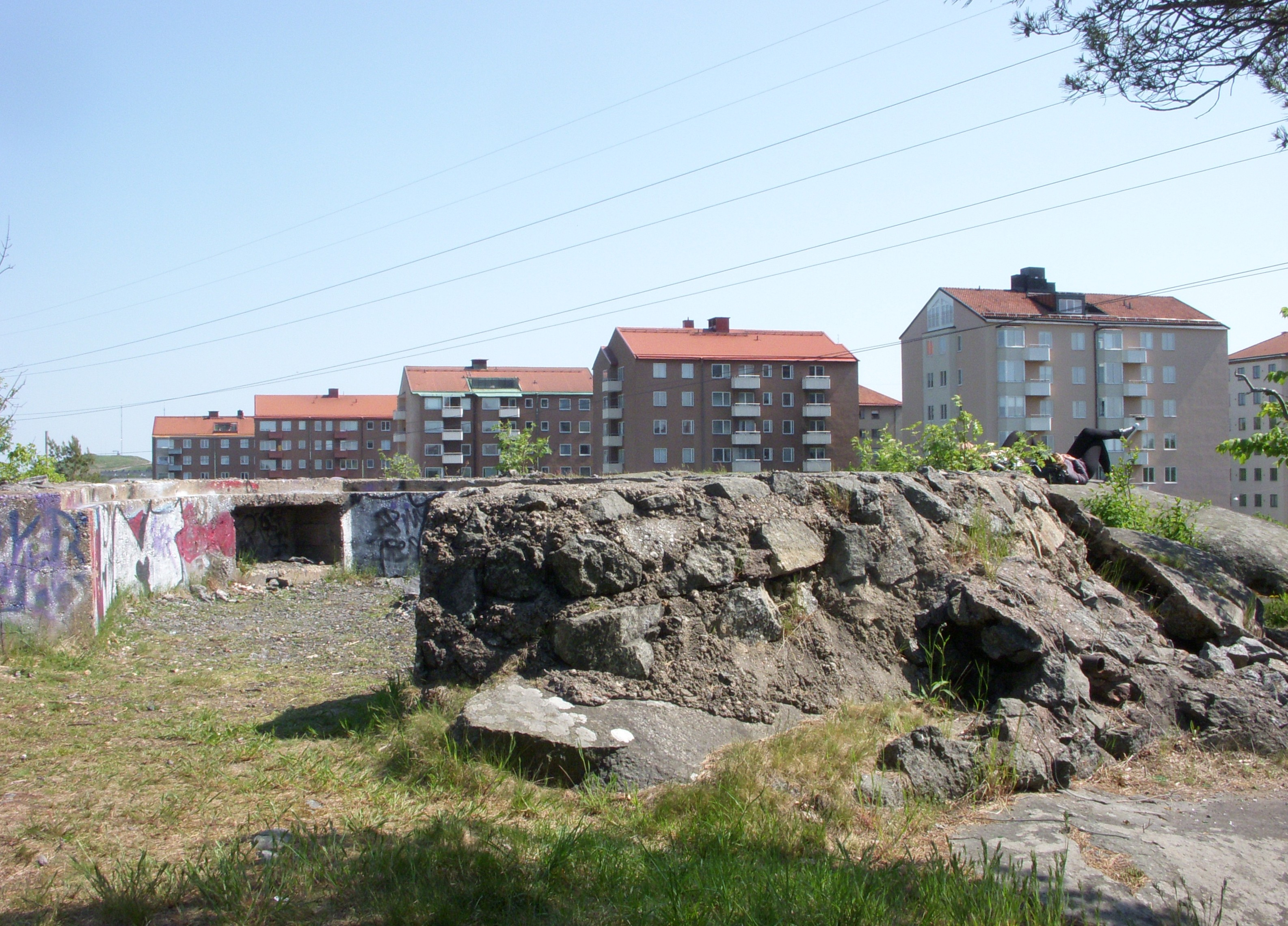
Det östra pjäsvärnet
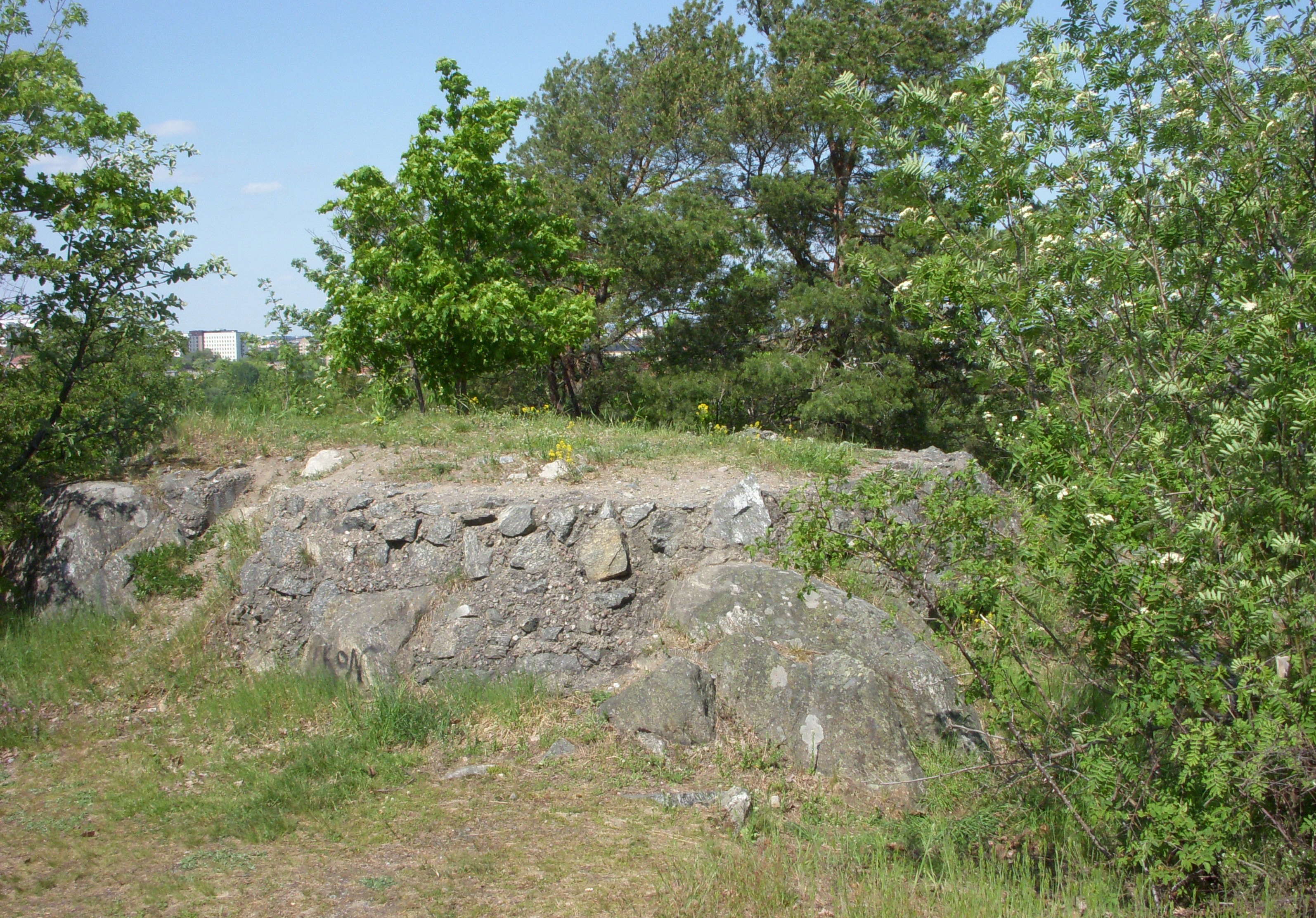
Igenlagt eldledningsvärn
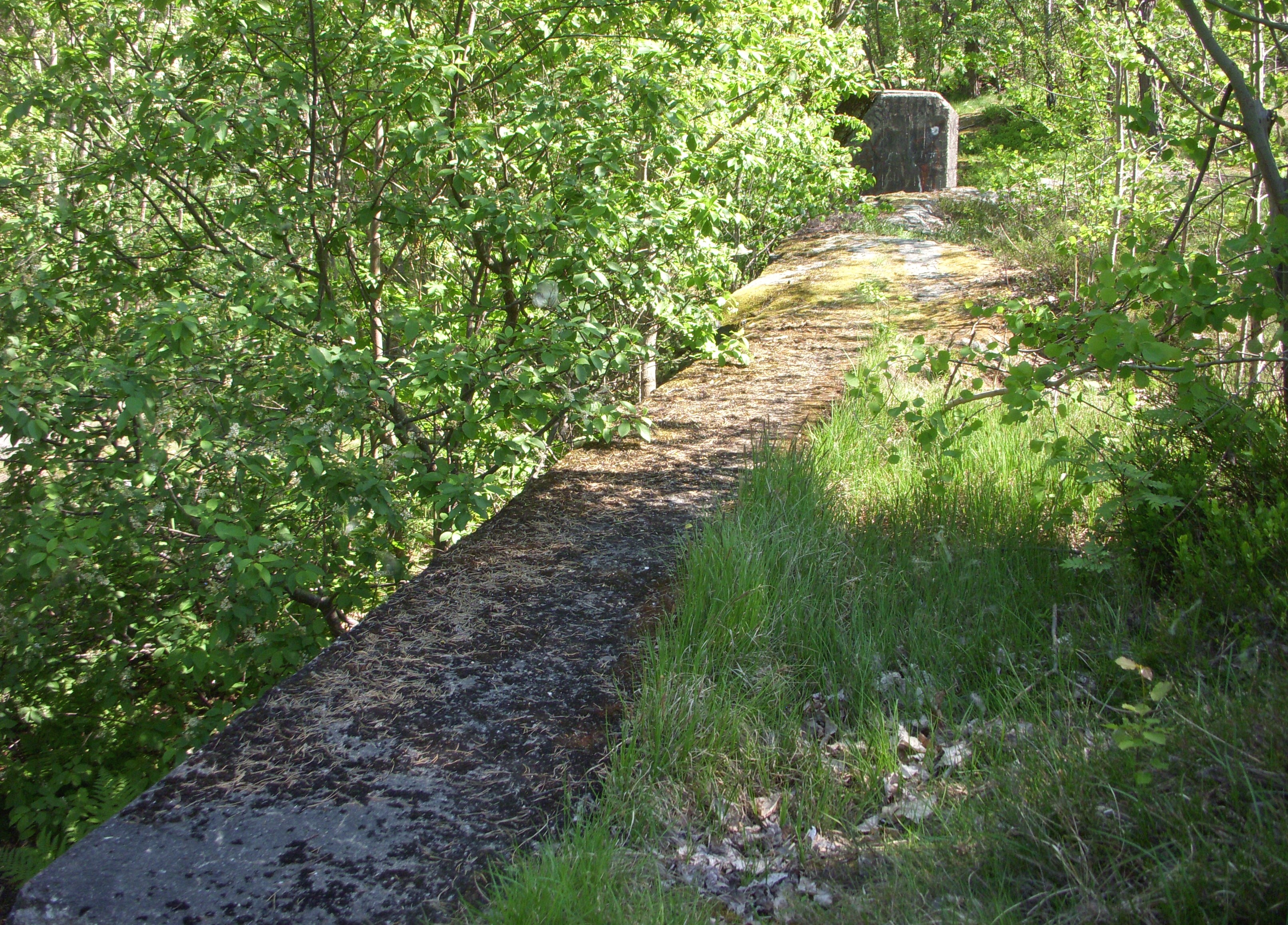
Igenlagt skyttevärn
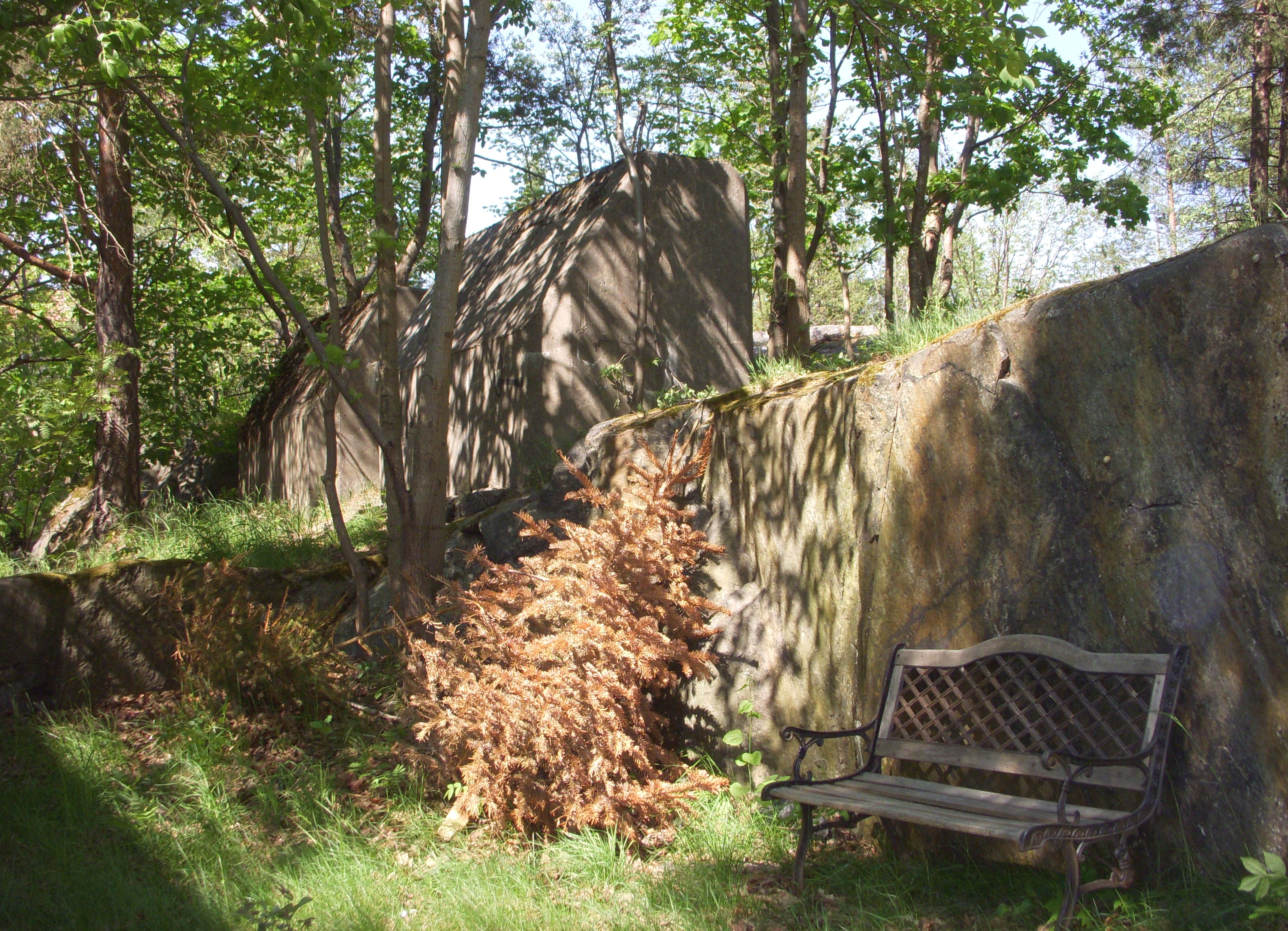
Betongpianon bakom Gullmarsvägen 43-48